# GNU Aspell
GNU Aspell は、Ispell の後継として開発された自由ソフトウェアのスペルチェッカ。GNUプロジェクトによる標準スペルチェッカである。他のUNIX系オペレーティングシステムや Microsoft Windows にも移植されている。プログラム本体は GNU Lesser General Public License (GNU LGPL) でライセンスされており、関連文書は GNU Free Documentation License (GNU FDL) でライセンスされている。約70の言語の辞書が用意されている。主メンテナーは Kevin Atkinson。
GNU Aspell登場後にHunspellが登場し、新規のオープンソース・ソフトウェア開発においてはHunspellを組み込む事が主流になったため、GNU Aspellの存在感は薄くなって来ている。

## Ispell との比較
Ispell と比較すると、Aspell では UTF-8 で書かれた文書のチェックにも特別な辞書が不要である。また、Aspell はその時のロケールに最適な設定で動作する。他にも、同時に複数の辞書を利用可能で、複数の Aspell プロセスが同時に個人辞書を利用できるようになっている。しかし、Ispell がUNIXの一般的なファイルを扱うコマンドのように動作する（すなわち、ispell スペル誤りのあるテキストファイル名）のに対して、Aspell では別のコマンド行オプションを必要とし、'--help' オプションの内容が高度すぎて一般利用者には理解が困難である。Aspell には、例として次のような使い方がある。
- 対話的にテキストファイルのスペルをチェックする:

```
aspell check ファイル名 
```

- 単語（と 改行 または Control-D）を書くと、同音の単語を表示する:

```
aspell soundslike
```

## 他のアプリケーションとの連携
Opera、Pidgin、AbiWord、TEA text editor、LyX、gedit などで Aspell をスペルチェッカとして利用している。
また、C言語で記述したアプリケーションからは呼び出すことが出来る。それ以外の対応言語としては、Perl, Ruby, PHPに対応している。Perlの場合、Text::Aspellを用い、Rubyの場合、Raspellを用い、PHPの場合Pspellインターフェースを用いる。